# 대라다목적도서관
대라다목적도서관은 부산광역시 기장군에 있는 도서관이다.

## 연혁
- 2013. 07 도서관 건립 계획 결정
- 2015. 11 공사착공
- 2016. 06 공사준공
- 2016. 07. 21 대라다목적도서관 개관

## 이용 안내
이용 시간
- 가족자료실·종합자료실: 09:00~22:00
- 자유열람실(공부방): 07:00~24:00

휴관일
- 가족자료실·종합자료실: 1월 1일, 설·추석 연휴, 매월 둘째·넷째 화요일
- 자유열람실(공부방): 1월 1일, 설·추석 연휴